# Blutspendeehrennadel

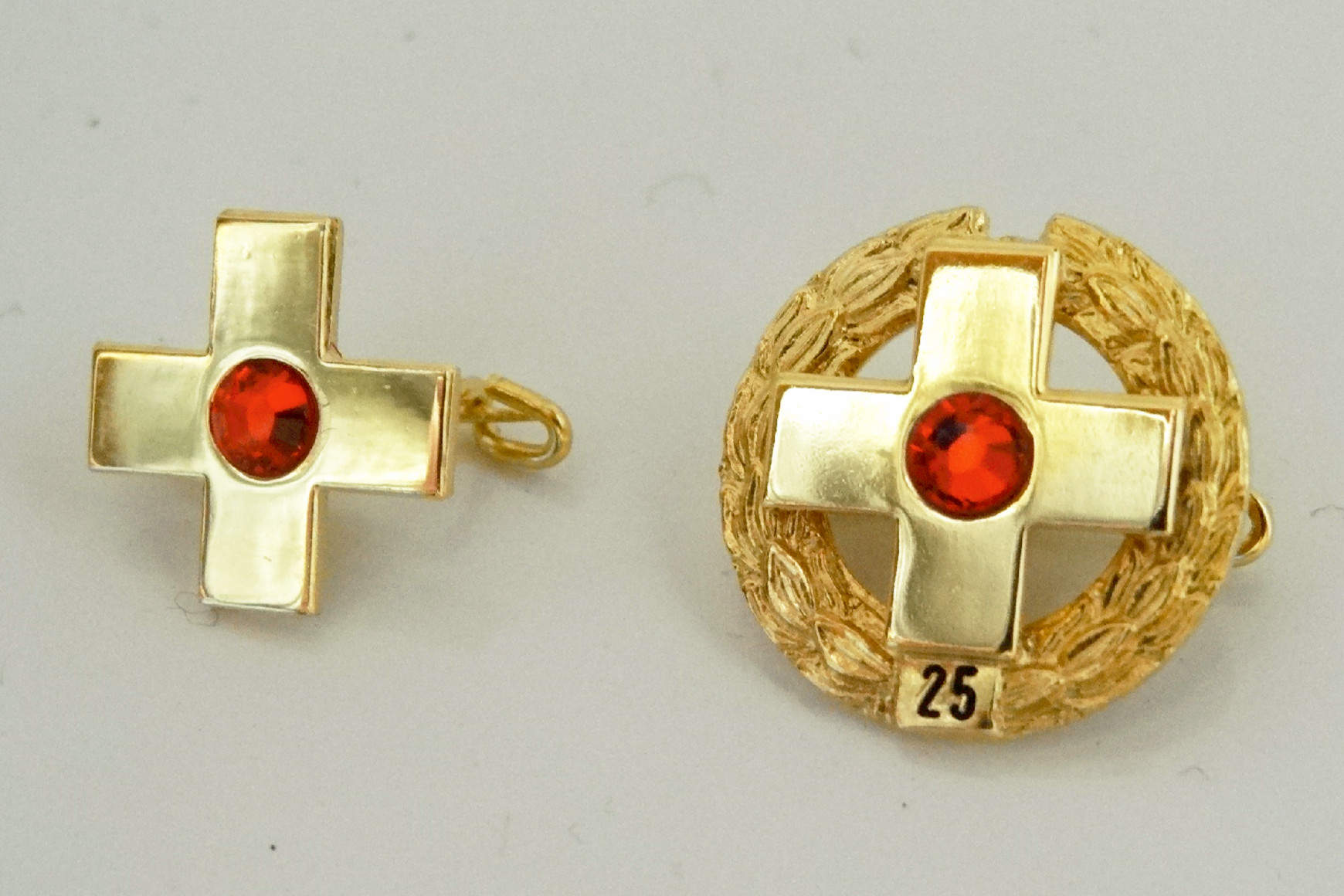
Blutspende-Ehrennadel in Gold für 10-maliges und 25-maliges Blutspenden

Die Blutspendeehrennadel ist eine Ehrung in Form eines Abzeichens. Sie wird in Deutschland vom Roten Kreuz und vom Blutspendedienst der Bundeswehr für mehrmaliges, unentgeltliches Blutspenden zur Rettung von Schwerkranken und Verletzten verliehen. Eine entsprechende Auszeichnung in Österreich ist die Medaille für Verdienste um das Blutspendewesen des Österreichischen Roten Kreuzes und in Luxemburg die Verdienstmedaille für Blutspende. In der DDR wurde vom Deutschen Roten Kreuz das Blutspende-Abzeichen verliehen.

## Verleihung und Stufeneinteilung
Die Blutspendeehrennadel wird seit 1953 vergeben. Im Jahr 1967 wurden die Stufen modifiziert. Eine Erweiterung der Stufen für über 100 Blutspenden erfolgte im Jahr 1979. Seit dem Jahr 1999 führt das Deutsche Rote Kreuz bei der Anzahl von 10, 25, 50, 75, 100, 125, 150, 175, 200, 225, 250, 275 und 300 Blutspenden Ehrungen mit der Blutspendeehrennadel durch, jedoch abhängig vom Blutspendedienst und daher nicht einheitlich.
Die Verleihung des Originalabzeichens zusammen mit einer Urkunde erfolgt insbesondere bei einer speziellen Ehrungsveranstaltung seitens der Kreisverbände des Roten Kreuzes oder durch den örtlichen Bürgermeister.

## Eigenarten verschiedener Dienste
Die sechs Blutspendedienste des DRK und der der Bundeswehr haben teilweise individuelle Regelungen bezüglich der Blutspendeehrennadel getroffen.

### Bayerischer Blutspendedienst (BSD)
Das Bayerische Rote Kreuz ehrt seit 1999 in folgender Reihenfolge: 3, 10, 25, 50, 75, 100, 125, 150, 175 und 200.
Spender mit drei oder zehn Blutspenden erhalten ihre Ehrenurkunde direkt vor Ort. Spender mit 25 Spenden erhalten ihre Ehrennadel vor Ort und bekommen ihre Urkunde zugeschickt. In den Ortsverbänden werden Spender ab der 50. Spende geehrt. Ab der 75. Spende ist die Gestaltung der Ehrennadel abweichend in Form einer Medaille mit der Inschrift „Blut spenden Leben retten“, einem Kreuz in einem stilisierten Blutstropfen und einem Granat im Doppelkranz. Zusätzlich erhalten Spender ab der 75. Blutspende eine Einladung zu einer landkreisübergreifenden großen Spenderehrung.

### Blutspendedienste in Hamburg
In Hamburg erfolgen Blutspenderehrungen nach der 50., 100., 150. und 200. Blutspende. In der Hansestadt Hamburg erfolgt die Verleihung des Abzeichens ab der 100 Blutspende bei einer speziellen Ehrungsveranstaltung im Hamburger Rathaus durch den Gesundheitssenator. Die hier vergebene Nadel zeigt das Symbol eines Blutstropfens.

### Blutspendedienst NSTOB und Blutspendedienst Mecklenburg-Vorpommern
Der DRK-Blutspendedienst der Landesverbände des Deutschen Roten Kreuz Niedersachsen, Sachsen-Anhalt, Thüringen, Oldenburg und Bremen, sowie der Landesverband Mecklenburg-Vorpommern haben die Verleihung der Blutspendeehrennadeln Ende 2019 eingestellt. Blutspender werden für die 5., 10., 25. und 50. Spende mit einem von verschiedenen Künstlern gestalteten Kaffeebecher („Heldenpott“) geehrt. Für jede weitere 25. Spende gibt es ein Ehrungsgeschenk vom jeweiligen DRK-Ortsverein.

### Blutspendedienst West
Die DRK-Landesverbände in Nordrhein-Westfalen verwenden ab der 50. Spende eine andere Gestaltungsform. Dort sind Brillanten in die Ehrenzeichen mit eingesetzt.

### Blutspendedienst der Bundeswehr
Der Blutspendedienst der Bundeswehr ehrt in folgender Reihenfolge nach Anzahl der Spenden:
3, 6, 10, 15, 25, 40, 50, 75, 100, 125, 150, 175 und 200.
Die Ehrennadel des Blutspendedienstes der Bundeswehr wird an Soldaten verliehen, die beim Blutspendedienst der Bundeswehr und/oder beim Roten Kreuz unentgeltlich Blut gespendet haben. Diese darf nicht an Dienstanzügen der Bundeswehr getragen werden.

## Trageweise
Die Ehrennadel des Deutschen Roten Kreuzes wird an jeden Blutspender verliehen, der beim Roten Kreuz die jeweils erforderliche Anzahl an Spenden leistet. Insbesondere Mitglieder des Deutschen Roten Kreuzes, der Feuerwehren, des Technischen Hilfswerks und anderer Hilfsorganisationen tragen die erreichte Blutspendeehrennadel auch als Bandschnalle auf ihrer Uniform oder Dienstanzug. Von Angehörigen der Bundeswehr oder der Polizei darf die Blutspendenehrennadel nicht an der Uniform angebracht werden, da es sich bei ihr, anders als die Auszeichnungen in Österreich oder Luxemburg, nicht um einen Orden im Sinne des Gesetzes über Titel, Orden und Ehrenzeichen handelt.

## Galerie

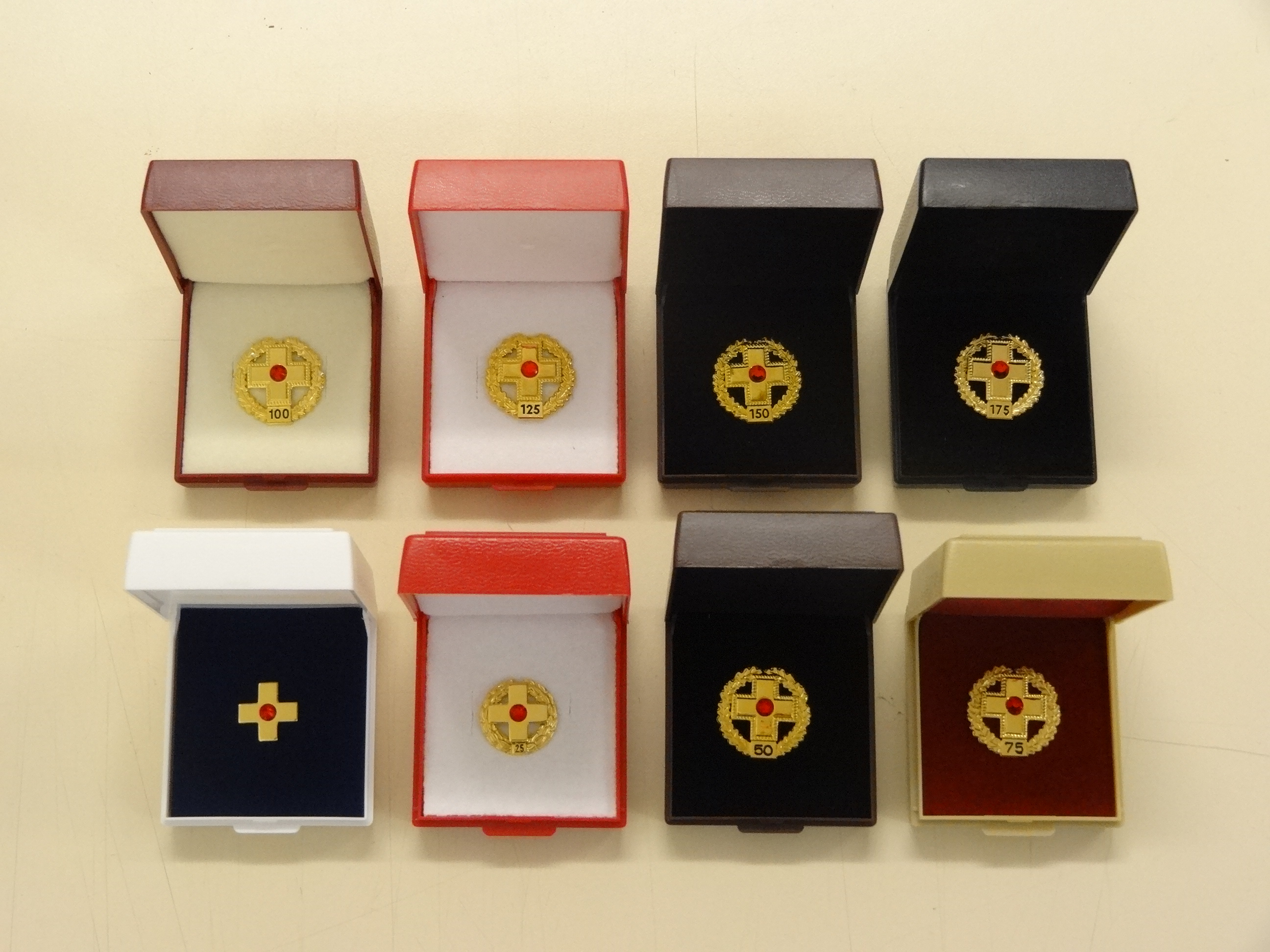
Nadeln für 10, 25, 50, 75, 100, 125, 150, 175 Blutspenden (DRK-Blutspendedienst Baden-Württemberg – Hessen, 2013)
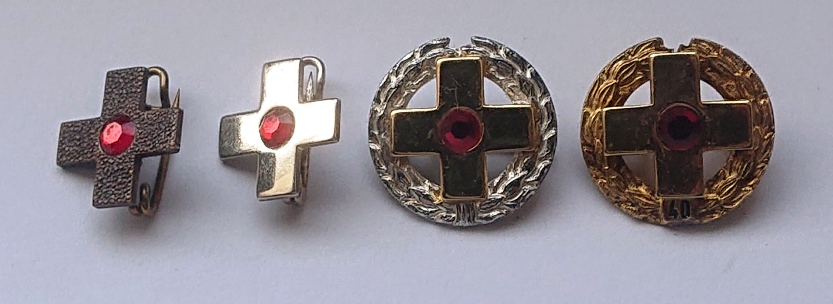
Stufen bis 1999: v. l. für 3, 6, 15 und 40 Blutspenden
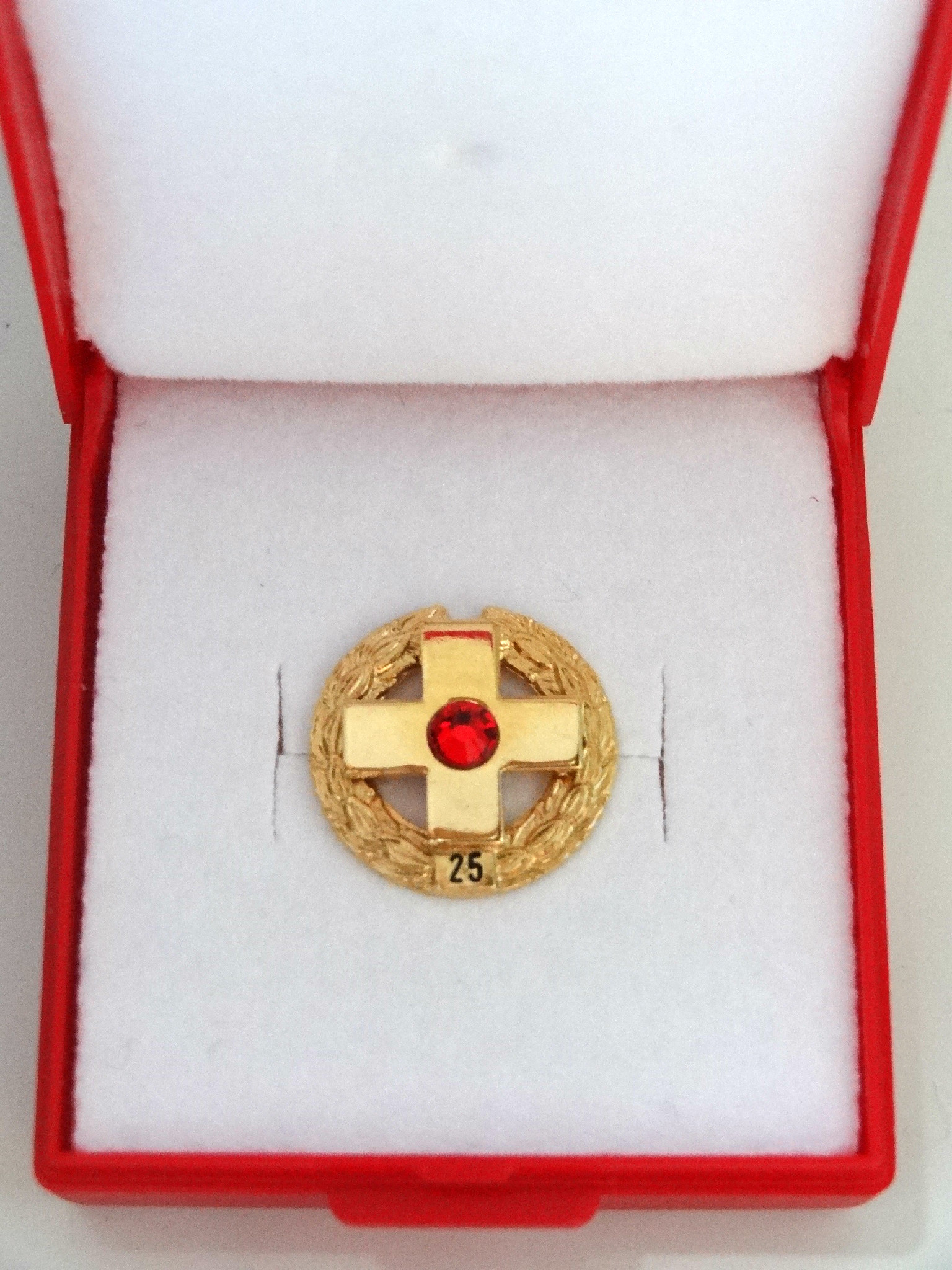
Etui der Blutspendeehrennadel für 25 Spenden
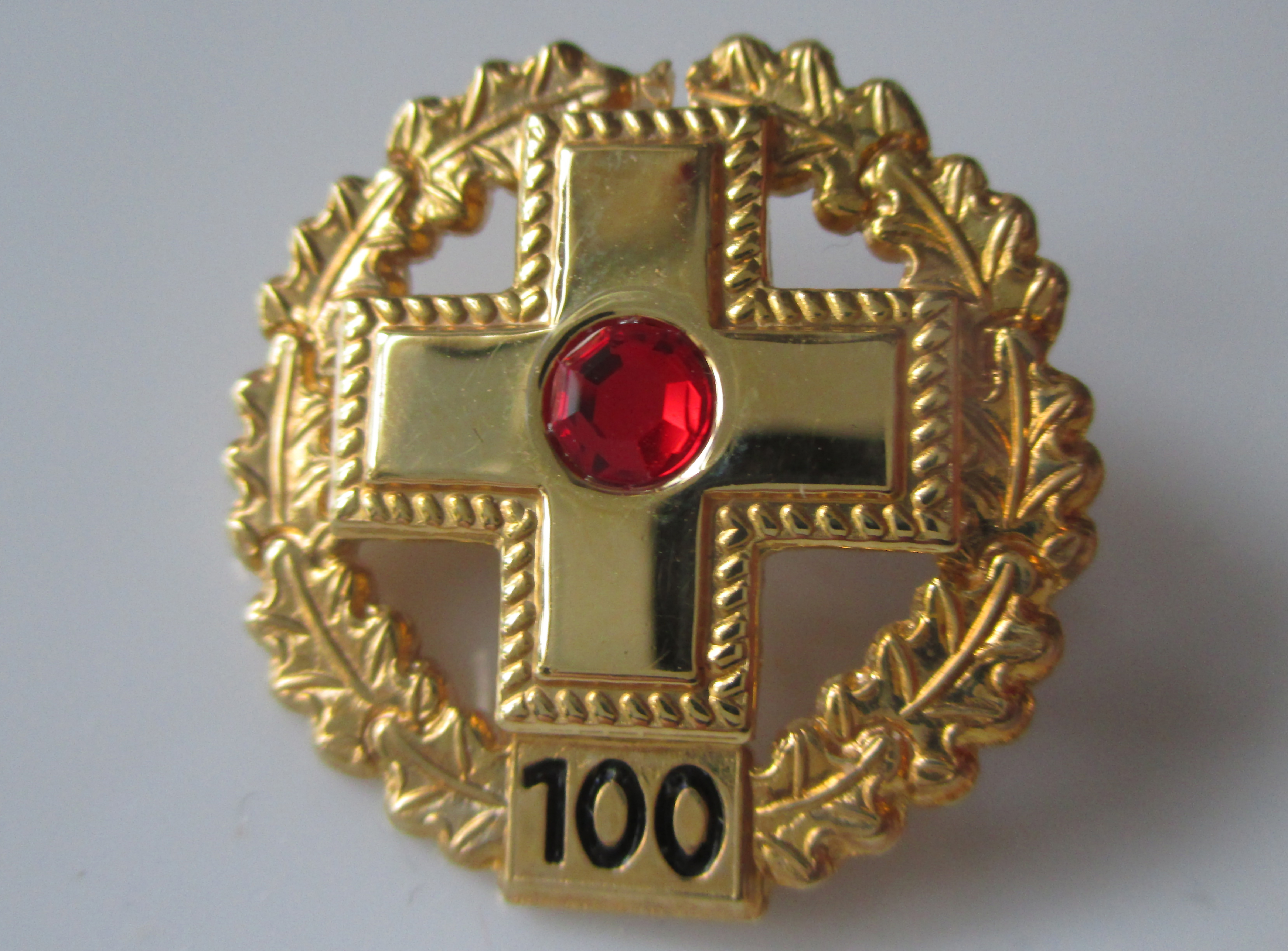
Blutspendeehrennadel für 100 Spenden
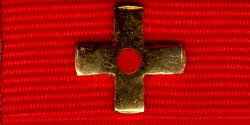
Bandschnalle der Blutspende-Ehrennadel in Gold für 10-maliges Blutspenden